# Моор, Фред
Фред Моор (фр. Fred Magloire Hippolyte Moore; 8 апреля 1920, Брест, Франция — 16 сентября 2017, Париж) — французский военный и политический деятель, почётный полковник, депутат Национального собрания Франции (1958—1962), кавалер и последний канцлер ордена Освобождения.

## Биография
Фред Моор родился 8 апреля 1920 года в Бресте в семье бывшего офицера британского королевского военно-морского флота. Отец Фреда с 1921 года занимался коммерческой деятельностью в Амьене и в 1926 году принял французское гражданство.
Обучался в Амьенском лицее и Национальной школе оптики в Море (департамент Юра).

### Военная деятельность
После нападения Германии на Францию записался в мае 1940 года добровольцем в военно-воздушный батальон № 117, стоявший в Шартре, но не успел присоединиться к своей части. 13 июня 1940 года эвакуировался с семьёй из Бреста в Великобританию. 1 июля 1940 года присоединился к Движению Сопротивления, вступив в ряды Военно-воздушных сил Свободной Франции.
В сентябре 1940 года переправился в Африку для участия в экспедиции на Дакар. В декабре 1940 года зачисляется на курсы аспирантов в лагере полковника Жана Колонна д’Орнано в Браззавиле. 14 июля 1941 года произведён в аспиранты с назначением в Бейрут.
1 сентября 1941 года назначен командиром 2-го взвода 1-го эскадрона марокканских спаги рекогносцировочной группы армейского корпуса в Дамаске. В апреле 1942 года прибыл в Египет в составе своей группы, переформированной в 1-й маршевый полк марокканских спаги. Во главе своего взвода принял участие в боевых действиях в Египте и Ливии.
6 марта 1943 года отличился в бою у поселения Гаргур на севере Туниса, где своим взводом атаковал и задержал механизированные силы противника, чем способствовал их поражению от подошедших сил французов. В апреле принял участие в боях около Джебел-Фаделу.
В июле — августе 1943 года состоял в Почётном карауле генерала де Голля в Алжире, после чего вернулся в Марокко в свой полк, вошедший в состав 2-й танковой дивизии. 10 апреля 1944 года в составе полка отбыл в Великобританию. В июне 1944 года произведён в лейтенанты.
2 августа 1944 года со своим полком высадился в Нормандии. С 15 по 29 августа со своим взводом вывел из строя три противотанковых орудия, захватил более ста пленных и большое число припасов противника.
При освобождении Парижа 25 августа 1944 года участвует во взятии Военной школы, а 27 августа — в сражении при Дюньи — Ле-Бурже. В дальнейшем сражается в Вогезах, где берёт под контроль дорогу Люневиль — Страсбург, 23 сентября в Бюривиле и лесу Мондон.
В боях за Эльзас участвует 20 ноября в боях у Миттельброне возле Сарбура, 23 ноября в освобождении Страсбурга, 28—30 ноября во взятии Плобсхейма, Крафта и Герстхейма. В апреле 1945 года принимает участие в операции по ликвидации Ла-Рошельского котла, после чего участвует в завершающих боях на территории Германии.
17 октября 1945 года награждён орденом Освобождения.
После демобилизации в апреле 1946 года вернулся в Амьен, где открыл оптический бизнес. В 1950 году произведён в капитаны резерва. В связи с осложнившейся ситуацией в Северной Африке мобилизован в мае 1956 года с назначением командиром 4-го эскадрона 6-го полка марокканских спаги в Алжире. С ноября 1956 года вновь в резерве. В октябре 1958 года произведён в майоры (фр. chef d'escadrons), в 1966 году — в подполковники, и в 1971 годы — в полковники резерва. С 1962 по 1978 год — chef de corps du 54ème régiment d'Infanterie Divisionnaire. 8 апреля 1982 года произведён в почётные полковники.

### Политическая деятельность
В 1958 году вступил в партию поддержки генерала де Голля — «Союз за новую Республику» (фр. Union pour la nouvelle République), и получил депутатский мандат в Национальное собрание Франции от 1-го округа Соммы. Исполнял депутатские полномочия с 9 декабря 1958 по 9 октября 1962 года.
С 1962 по 1964 год являлся техническим консультантом при Министре промышленности, а с 1964 по 1966 год — членом Социального и экономического совета Франции.
В 1969 году отошёл от политической деятельности.

### Административная деятельность
С 1969 по 1974 год являлся национальным вице-президентом Корпуса оптиков Франции, администратором обществ оптиков и генеральным директором-президентом Промышленного общества электронного и ядерного развития (S.I.D.E.N.).
С 1977 по 1982 год исполнял должность генерального делегата Главного профсоюза французских оптиков в Европейской федерации точной механики и оптической промышленности (Eurom).
В марте 2004 года избран в состав Совета ордена Освобождения. 11 октября 2011 года декретом Президента Франции назначен канцлером ордена Освобождения.
В связи с реорганизацией ордена и изменением положения о его Совете, 16 ноября 2012 года сложил с себя полномочия канцлера ордена и декретом Президента Франции назначен национальным делегатом в Национальный совет коммун «Соратник Освобождения». В октябре 2015 года его полномочия национального делегата продлены на новый срок.
В январе 2017 года подал в отставку с должности национального делегата. 4 мая 2017 года пожалован званием почётного канцлера Национального совета коммун «Соратник Освобождения» (фр. chancelier d’honneur du Conseil national des communes « Compagnon de la Libération »).
Скончался в ночь с 16 на 17 сентября 2017 года в Париже.

## Награды
- Кавалер Большого креста ордена Почётного легиона (декрет 31 декабря 2012 года)[6]
  - Великий офицер ордена Почётного легиона (1 октября 2002 года, декрет 23 апреля 2002 года)[7]
  - Командор ордена Почётного легиона (22 апреля 1969 года)
- Кавалер ордена Освобождения (декрет 17 ноября 1945 года)
- Военный крест 1939—1945
- Медаль «За побег из плена»
- Колониальная медаль с планками «Ливия» и «Тунис»
- Крест Добровольцев 1939—1945
- Крест Добровольцев Сопротивления
- Офицер ордена Академических пальм
- Медаль Добровольной военной службы
- Памятная медаль Добровольной службы в движении «Свободная Франция»
- Памятная медаль Операций безопасности и поддержания порядка в Северной Африке
- Офицер ордена Нишан-Ифтикар (Тунис)

## Публикации
- Fred Moor. Toujours Français libre ! — Bordeaux: Elytis, 2014. — ISBN 978-2-35639-139-1